# Schlacht bei Hagelberg
Frühjahrsfeldzug 1813
Lüneburg – Möckern – Halle – Großgörschen – Gersdorf – Bautzen – Reichenbach – Nettelnburg – Haynau – Halberstadt – Luckau
Herbstfeldzug 1813

Großbeeren – Katzbach – Dresden – Hagelberg – Kulm – Dennewitz – Göhrde – Altenburg – Wittenberg – Wartenburg – Liebertwolkwitz – Leipzig – Torgau – Hanau – Hochheim – Danzig
Winterfeldzug 1814

Épinal – Colombey – Brienne – La Rothière – Champaubert – Montmirail – Château-Thierry – Vauchamps – Mormant – Montereau – Bar-sur-Aube – Soissons – Craonne – Laon – Reims – Arcis-sur-Aube – Fère-Champenoise – Saint-Dizier – Claye –  Paris
Sommerfeldzug von 1815

Quatre-Bras – Ligny – Waterloo – Wavre – Paris
Die Schlacht bei Hagelberg (auch: Gefecht bei Lübnitz) ereignete sich am 27. August 1813 in der Folge der Schlacht bei Großbeeren und im Vorfeld der Völkerschlacht bei Leipzig während der Befreiungskriege.

## Ablauf
Im August 1813 wollten die napoleonischen Truppen unter Marschall Oudinot Berlin einnehmen und so eine günstige Ausgangslage für Verhandlungen mit den Alliierten zu erhalten. Dieser Plan scheiterte am 23. August 1813 in der Schlacht bei Großbeeren. Um Oudinots Truppen bei Berlin zu unterstützen, kam zur selben Zeit eine größere Einheit aus Fußsoldaten, Reiterei und Artillerie – etwa 10.000 Mann, vor allem französische, sächsische und italienische Soldaten – unter Divisionsgeneral Jean-Baptiste Girard aus der Festung Magdeburg. Da sie nicht rechtzeitig eintrafen, schlugen sie westlich von Belzig ihr Lager auf. Bei der Sicherung des Lagers achteten sie vor allem auf die östliche Richtung, denn vor Belzig her befürchteten sie Angriffe von Kosaken der Russischen Armee. In westlicher Richtung war das Lager nur schlecht gesichert.
Für einen Überraschungsangriff auf dieses Lager von Osten her sammelte der preußische General Karl Friedrich von Hirschfeld bei Görzke verschiedene Truppenteile, vor allem Landwehr-Einheiten, die sich zuvor im westlichen Brandenburg aufgehalten hatten. Am Abend des 26. Augusts hatte er reichlich 10.000 Mann Infanterie und knapp 1000 Kavalleristen konzentriert. Hinzu kamen einige Geschütze. Am nächsten Morgen führte ein Förster, der aus Steindorf bei Lübnitz stammte, Hirschfelds Kontingent durch den Wald Richtung Hagelberg. Gegen 14 Uhr erreichten sie den Waldrand im Westen des Lagers, stellten sich notdürftig auf und griffen etwas überstürzt an. Für die ungeübten Landwehreinheiten drohte das Gefecht mehrfach ein schlechtes Ende zu nehmen. Energischen Offizieren wie Oberstleutnant Ludwig von der Marwitz gelang es aber immer wieder, die Einheiten zu ordnen.
Da es bereits seit Mittag regnete, waren Pulver und Gewehre vielfach feucht geworden, so dass die Soldaten überwiegend mit Bajonetten und Gewehrkolben kämpften. Nach 17 Uhr, starker Regen ließ kaum noch Gewehrfeuer zu, kam es im Norden vom Hagelberg an einer Gartenmauer zu dem blutigen Handgemenge. Das Gefecht wurde später als Kolbenschlacht bezeichnet.
Russische Kosaken unter General Alexander Tschernyschow, die im nahe gelegenen Belzig einquartiert waren, konnten die Schlacht durch ihr Eingreifen zu Gunsten Preußens entscheiden. Die sächsischen Kontingente auf französischer Seite liefen daraufhin auf die preußische Seite über. Nach 18 Uhr traten die Truppen des inzwischen schwer verwundeten Generals Girard den Rückzug Richtung Magdeburg an. Eine energische Verfolgung fand aufgrund der allgemeinen Erschöpfung seitens der Preußen nicht statt. Diese Rolle übernahmen die Kosaken, die die Franzosen in der Nacht in Wiesenburg überfielen. Dabei konnten sie ein Geschütz erobern und zahlreiche Gefangene machen. Die preußischen Verluste lagen bei 1.750 Toten und Verwundeten, während nur etwa 3.000 Franzosen unversehrt Magdeburg erreichen konnten. Das französische Korps hatte praktisch aufgehört zu existieren.
Die Schlacht, eigentlich nur ein Gefecht, war einer der ersten Einsätze der neu geschaffenen Landwehr und bestätigte den Wert dieser Truppe. Nach der Schlacht wurden insgesamt 136 Eiserne Kreuze verliehen: 80 an Offiziere, 30 an Unteroffiziere und 26 an Gemeine.

## Galerie

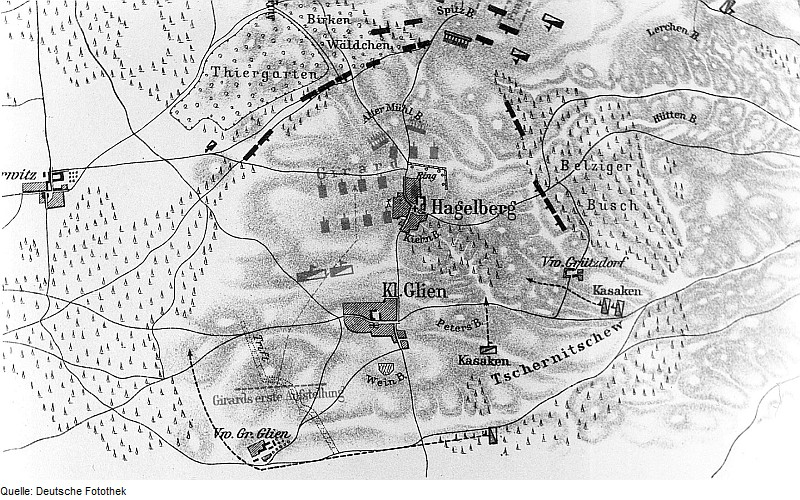
Plan „Zum Treffen bei Hagelberg“, 27. August 1813
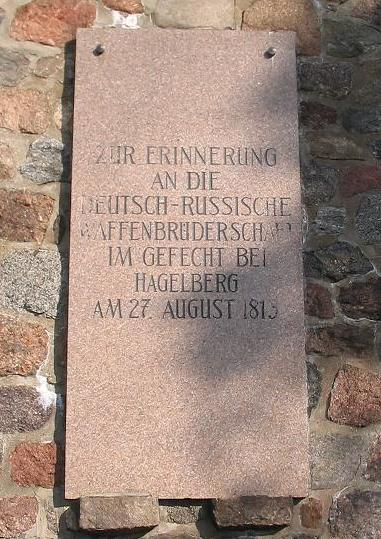
Gedenktafel von 1955
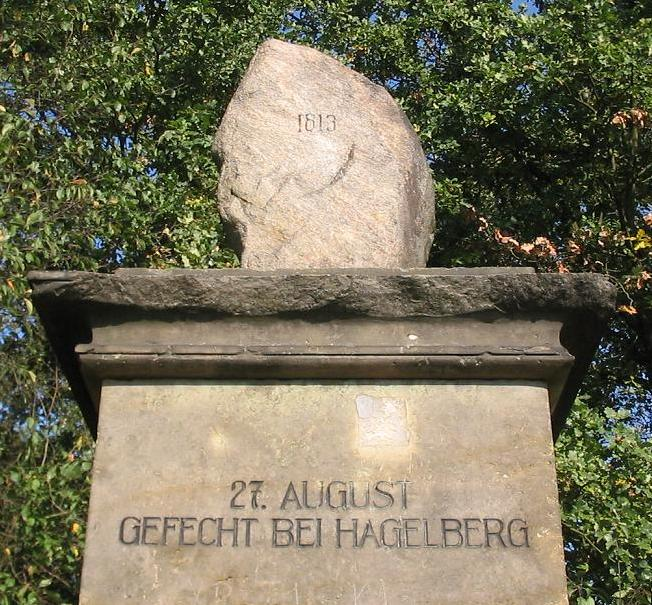
Denkmal von 1848/49 in Erinnerung an die Schlacht